# Latimenes latipennis
Latimenes latipennis är en stekelart som först beskrevs av Smith 1857.  Latimenes latipennis ingår i släktet Latimenes och familjen Eumenidae. Inga underarter finns listade i Catalogue of Life.